# NGC 788
NGC 788 je čočková galaxie a galaxie s aktivním jádrem v souhvězdí Velryby. Její zdánlivá jasnost je 12,1m a úhlová velikost 1,6′ × 1,4′. Je vzdálená 183 milionů světelných let, průměr má 85 000 světelných let. Je nejjasnějším členem skupiny galaxií NGC 788, jejímiž dalšími členy jsou NGC 829, NGC 830, NGC 842 a IC 183. Galaxii objevil 10. září 1785 William Herschel.

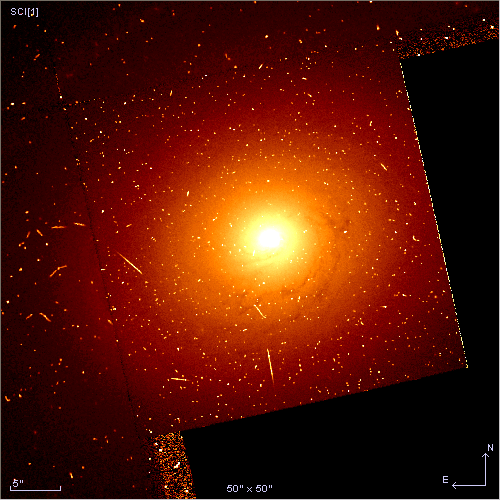
NGC 788 na snímku z HST